# Міньце
Міньце (пол. Mińce) — село в Польщі, у гміні Хорощ Білостоцького повіту Підляського воєводства.
Населення — 127 осіб (2011).
У 1975-1998 роках село належало до Білостоцького воєводства.

## Демографія
Демографічна структура станом на 31 березня 2011 року:
|          | Загалом | Допрацездатний вік | Працездатний вік | Постпрацездатний вік |
| -------- | ------- | ------------------ | ---------------- | -------------------- |
| Чоловіки | 62      | 11                 | 39               | 12                   |
| Жінки    | 65      | 11                 | 33               | 21                   |
| Разом    | 127     | 22                 | 72               | 33                   |